# Geeltandboegsprietmot
De geeltandboegsprietmot (Eulamprotes atrella) is een vlinder uit de familie tastermotten (Gelechiidae). De wetenschappelijke naam van de soort werd als Tinea atrella in 1775 gepubliceerd door Michael Denis & Ignaz Schiffermüller.
De soort komt voor in Europa.